# Blepharella melita
Blepharella melita là một loài ruồi trong họ Tachinidae.